# Amata everetti
Amata everetti là một loài bướm đêm thuộc phân họ Arctiinae, họ Erebidae.